# Federazione pallavolistica della Polinesia francese
La Federazione tahitiana di pallavolo (eng. Tahiti Volleyball Association, TVA) è un'organizzazione fondata per governare la pratica della pallavolo nella Polinesia francese.
Organizza il campionato maschile e femminile, e pone sotto la propria egida la nazionale maschile e femminile.
Ha aderito alla FIVB nel 1998.